# Lamborghini Estoque

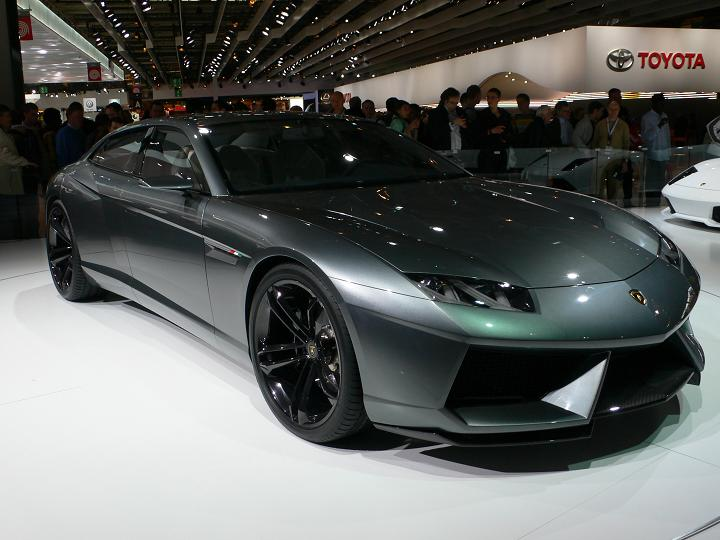
Lamborghini Estoque

Lamborghini Estoque lanserades som en konceptbil vid Parissalongen hösten 2008. Estoque är en fyradörrars sportkupé med frontmonterad motor och konstant fyrhjulsdrift. Enligt uppgifter ska modellen börja serietillverkas 2010.
Lanseringen föregicks av en uppmärksammad kampanj, där Lamborghini släppte ut en detaljbild åt gången. Bland annat fick man se en del av ena bakljuset och en del av framskärmen. Dessa bilder i kombination med det kryptiska uttalandet "It's not just a new Lamborghini. It's a new world." orsakade spekulationer på nätet om att Lamborghini skulle presentera något spektakulärt på Parissalongen.